# Синтакса падежа
Падежни систем је врло комплексан и сложен подсистем синтаксе. Њега чине различити облици променљивих именичких речи. Падежи представљају морфосинтаксичку категорију именичких речи. С једне стране , чине систем облик у промени (деклинација ) именичких речи , а с друге стране регулишу њихове употребне вредности, тј. синтаксичке функције у реченици.

### Независни падежи
У седмопадежном систему независни падежи су номинатив и вокатив . Они не зависе од од других речи, не означавају никакав однос према другим речима , али имају свој посебан облик и функцију, чиме се укључују у падежни систем.
Номинатив је основни облик именских речи , не зависи ни од једне речи у реченици, употребљава се као главни део реченице или као главни члан зависне синтагме. Номинатив је беспредлошки падеж, с њим се употребљава само везник као у поредбеним конструкцијама ( Он је вредан као пчела.).

#### Значења и функције номинатива
- именовање појмова, писани називи, наслови, одреднице у реченицама, списковима, пописима лица и ствари: "Сеобе“,Министарство просвете , Универзитет .
- граматички субјекат: Киша је пала. ; Студент полаже испите.
- именски део предиката : Он је студент.
- одредба именске речи - атрибут , атрибутив, апозиција, апозитив: велика река ; Сава,велика река, протиче...; Човек , уморан, настави да хода;
- допуна глагола непотпуног значења: Она се зове Светлана.
- непотпуна реченица: Чиста будалаштина.
- поређење: Ради као мрав.

Вокатив не означава односе међу именичким речима, накнадно је додата реч у исказу, облик за дозивање и скретање пажње, интонационо издвојен у реченици, у писању одвојен запетом.

#### Значења и функције вокатива
- дозивање: Марко, дођи овамо;
- скретање пажње: То је, господо, веома важно.
- субјекат и именски део предиката у народним песмама: Нетко бјеше Страхињићу бане.; Мисли један да је горски вуче.

### Зависни падежи
Зависни падежи имају значење разних односа у које ступају именске речи, чиме именске речи постају одредба или допуна другим именским речима.
Генитив је по значењу и функцији најсложенији падеж. Њиме се увек казује чега се појам тиче, на шта се односи дати појам. Јавља се у два облика, без предлога и са предлозима (од, из, са, између, изнад, испод, испред, изван, без, због ).

#### Значења и функције генитива
1. Посесивни генитив : кућа мог рођака, роман Боре Станковића, девојка  плаве косе (неконгруентни атрибут), певање птица(субјекатски генитив), осећање живота(објекатски генитив)
2. Аблативни генитив : Одрекао се лошег друштва, Изашао је из куће(прилошка одредба за место), кишница је пала с крова(неконгруентни атрибут) , такође означава порекло нечега
3. Партитивни генитив: Купили су хлеба и млека(прави објекат)

Генитив има још многа значења као што су:
- временски : Летовали смо прошлог лета.
- са значењем места : Појави се између зграда.
- са значењем начина: Радовао се од срца.
- са значењем узрока: Урадио је то  из љубави.
- са значењем циља : Дошла је  ради уписа....

Датив - основно значење датива јесте намена, усмереност, управљеност. Јавља се у две форме - без предлога и са предлозима ( према, ка, насупрот, упркос, близу, надомак).

#### Значења и функције датива
- допуна глагола давања : Уручили су њему награду.
- датив стања : Њему се спавало.
- посесивни датив : Отац му је био официр.
- допусно значење : Дошао је упркос препрекама.
- прилошка одредба за место : Вратили су се својој кући.
- неправи објекат : Он му се диви.
- време: Удаје се к јесени....

Акузатив се јавља у функцији правог објекта, предмета радње који та радња обухвата. Јавља се без предлога са предлозима ( кроз, низ, уз, на, у, о, за, по, мимо, међу, над, под, пред).

#### Значења и функције акузатива
- прави објекат : Читао је занимљиву књигу.
- логички субјекат : Марка боли зуб.
- неправи објекат : Мислили су на испит.
- време, мера времена : Долазили су сваки дан.
- начин : Ишли су ногу пред ногу.
- место : Ишли су кроз шуму.
- средство : Балзак је кроз своје романе показао...

Инструментал се јавља у основном значењу средства и друштва. Јавља се без предлога и са предлозима( с/са, за, међу, над, под, пред).

#### Значења и функције инструментала
- средство,оруђе : Отерао је пса штапом.
- начин : Трчали су с напором.
- место : Седели су за столом.
- време : Годинама је чекала.
- неправи објекат : Цар Душан је завладао и другим областима.
- друштво : Дошао је са друговима.
- неправи објекат : Бави се трговином.

Локатив се јавља најчешће са значењем места и само са предлозима ( на, у, по, о, према, при).

#### Значења и функције локатива
- место : На табли нешто пише.
- време : Сећао се какав је био удетињству.
- начин : Све идепо плану.
- именски део предиката : Стално су били на опрезу.
- неправи објекат : Бринули су о деци .
- узрок и циљ : Дошао је по задатку....